# Plate Cove West
Plate Cove West is een plaats en voormalige gemeente in de Canadese provincie Newfoundland en Labrador. Het dorp bevindt zich op het eiland Newfoundland

## Geschiedenis
Oorspronkelijk werd bij volkstellingen de bebouwing rond Plate Cove als een enkele gemeentevrije plaats beschouwd. In 1960 werd het buurdorp Plate Cove East echter officieel erkend als een gemeente met de status van local government community (LGC). In 1966 volgde ook voor de grotere plaats Plate Cove West de erkenning als LGC. In 1980 werden LGC's op basis van The Municipalities Act als bestuursvorm afgeschaft. De gemeente werd daarop automatisch een community om een aantal jaren later uiteindelijk een town te worden.
Vooral vanaf het moratorium op de kabeljauwvangst van 1992 kreeg het vissersdorp Plate Cove West te maken met een aanzienlijke bevolkingsdaling. Een beslissing van het provinciebestuur bepaalde dat de gemeente vanaf 1 april 2004 ophield met bestaan. Vanaf die dag was het dorp, net als buurdorp Plate Cove East, aldus opnieuw gelegen in gemeentevrij gebied.
Plate Cove West is sindsdien door de Canadese overheid wel nog erkend als een settlement (nederzetting).

## Geografie
Het dorp ligt op het schiereiland Bonavista aan de oostkust van het eiland Newfoundland. De plaats ligt zoals de naam impliceert aan het westelijke gedeelte van Plate Cove. Dat is een kleine inham van het zuidelijke gedeelte van de grote Bonavista Bay.
Plate Cove West is gelegen aan provinciale route 235 en grenst in het noordoosten aan Plate Cove East. De plaats Summerville ligt in vogelvlucht ruim 6 km verder zuidwestwaarts.

## Demografische ontwikkeling
| Demografische ontwikkeling van Plate Cove West tussen 1961 en 2021   |
| -------------------------------------------------------------------- |
|                                                                      |
| Bron: Statistics Canada (1961–1986, 1991–2001, 2006–2011, 2016–2021) |